# Séamus Brennan
Séamus Brennan ( /ˈ ʃ eɪ m ə s / ; 16 février 1948 - 9 juillet 2008) est un homme politique irlandais du Fianna Fáil qui est ministre des Arts, des Sports et du Tourisme de 2007 à 2008, ministre des Affaires sociales et familiales de 2004 à 2007, ministre des Transports de 1989 à 1992 et de 2002 à 2004, whip en chef du gouvernement de 1997 à 2002, ministre d'État au ministère de l'Entreprise et de l'Emploi de 1993 à 1994, ministre de l'Éducation de 1992 à 1993 et ministre d'État au ministère des Transports de 1989 à 1992 et de 2002 à 2004. Ministère de l'Industrie et du Commerce de 1987 à 1989. Il est Teachta Dála (TD) pour la circonscription de Dublin Sud de 1981 à 2008. Il est également sénateur de 1977 à 1981, après avoir été nommé par le Taoiseach.

## Jeunesse
Brennan est né à Galway en 1948. Il fait ses études au St. Joseph's Patrician College de Galway. Il fréquente l'University College Galway, où il obtient un baccalauréat en commerce en 1968 et un baccalauréat ès arts (économie) l'année suivante. Il fréquente aussi l'University College de Dublin. Il devient comptable. Brennan s'intéresse à la politique pendant son adolescence lorsqu'il fait campagne pour le Fianna Fáil lors des élections. En 1973, il succède à Tommy Mullins au poste de secrétaire général du Fianna Fáil. Il commence à réorganiser la structure du parti, avec la création d'une section jeunesse et d'un exécutif national. Il étudie et est impressionné par l'élection présidentielle américaine de 1976. Il applique de nouvelles techniques telles que des stratégies de marketing et des sondages d'opinion aux élections générales de 1977. Cela aboutit à la plus grande majorité parlementaire jamais vue pour un parti. Le Fianna Fáil et Jack Lynch reviennent au pouvoir avec une majorité de 20 sièges. Brennan est nommé sénateur par Seanad Éireann.

## Carrière politique
En 1979, Brennan soutient George Colley dans la course à la direction du Fianna Fáil provoquée par le départ à la retraite de Jack Lynch. Cependant, Charles Haughey est élu de justesse à la tête du parti et un nouveau secrétaire général du parti est nommé. Aux élections générales de 1981, Brennan est élu au Dáil Éireann pour la circonscription de Dublin Sud et est réélu à chaque élection ultérieure jusqu'à sa mort en 2008. Au début des années 1980, il est un membre éminent du Gang des 22 qui tente en vain de reprendre le contrôle du parti Fianna Fáil à Haughey. Il soutient Colley et plus tard Desmond O'Malley dans diverses tentatives de renverser la direction au cours de ces années. On s'attendait généralement à ce que Brennan rejoigne les Démocrates Progressistes lors de leur fondation par O'Malley en 1985, mais il reste au sein du Fianna Fáil.
En 1987, le parti Fianna Fáil revient au pouvoir et Brennan est nommé ministre d'État chargé du Commerce et du Marketing. En 1989, il devient ministre à part entière lorsqu'il est nommé ministre du Tourisme et des Transports. En 1991, son mandat s'élargit lorsque le portefeuille des communications passe sous son contrôle. En 1992, Albert Reynolds succède à Haughey au poste de Taoiseach. Brennan est l'un des rares ministres du cabinet Haughey à rester dans le nouveau gouvernement de Reynolds. Il est nommé ministre de l'Éducation. En 1993, une coalition Fianna Fáil – Parti travailliste arrive au pouvoir et Brennan est rétrogradé au rang de ministre d'État chargé du Commerce et de la Technologie. Il reste à ce poste jusqu'en 1994.
En 1995, le Fianna Fáil est de nouveau dans l'opposition et le nouveau chef du parti Bertie Ahern désigne Brennan comme porte-parole de l'opposition pour les transports, l'énergie et les communications. En 1997, le Fianna Fáil revient au pouvoir et Brennan devient ministre d'État au département du Taoiseach. Il devient ministre des Transports en 2002.
Lors du remaniement ministériel de septembre 2004, Brennan est transféré au poste de ministre des Affaires sociales et familiales. Il est déçu mais il refuse de qualifier cela de rétrogradation. Après les élections générales de 2007, il joue un rôle clé dans les négociations avec le Parti Vert qui conduisent à la formation du nouveau gouvernement. Il ne brigue pas de poste ministériel dans le cabinet de Brian Cowen et présente sa démission le 6 mai 2008, pour raisons médicales.

## Mort
Brennan est décédé le 9 juillet 2008 à son domicile de Churchtown à Dublin. Il souffrait d'un cancer,,.
Sa mort provoque une élection partielle au cours de laquelle son fils Shay Brennan est le candidat du Fianna Fáil, battu par George Lee du Fine Gael.